# 中島哲也 (オセロ)
中島 哲也（なかじま てつや、1971年 - ）は、日本のオセロ選手。オセロ連盟認定八段。Othello! Japanの責任者。オセロの大会主催者。

## 人物
中学生の時にオセロを始め、そして今なお現役のオセロプレイヤーである。オセロ歴は約35年。
「オセロの勝ち方 - Othello! JAPAN」・「中島八段のオセロチャンネル」というYouTubeチャンネルを持ち、動画を投稿している。基本的にオセロの大会の映像をあげたり、詰めオセロという視聴者に向けてのオセロの終盤の問題を与えたりし、その解説などをあげている。
オセロ連盟では、全国大会もしくは世界選手権で初めて優勝すれば七段になり、そのあとメジャー大会を2回優勝して八段、さらに2回優勝で九段となる。現状は八段で1回優勝と言うことで、あと1回の優勝で九段となる。

## 主な成績
- 世界選手権無差別級
  - 準優勝1回（1999年）
  - 4位 2回（2006年・2007年）
- 国内タイトル
  - 全日本選手権優勝1回（2006年）
  - 名人戦優勝3回（1997年・1998年・2006年）
  - 王座戦優勝1回（2007年）

1996年
- 名人戦　優勝[2]

1997年
- 名人戦　優勝[2]

1999年
- 世界選手権　団体　優勝[2]
- 世界選手権　個人　準優勝[2]

2006年
- 名人戦　優勝[2]
- 全日本選手権　優勝[2]
- 世界選手権　団体　優勝[2]
- 世界選手権　個人　4位[2]

2007年
- 王座戦　優勝[2]
- 世界選手権　団体　優勝[2]
- 世界選手権　個人　4位[2]

2011年
- 名人戦　準優勝[2]

2013年
- Othello World Cup 2013 日本代表[2]
- Othello World Cup 2013 エイトスターズオセロ　優勝[2]
- Othello World Cup 2013 スカイゲスト　優勝[2]

2014年
- Othello World Cup 2014　ベスト8[2]

2017年
- 名人戦　準優勝[2]

2018年
- 全日本選手権　準優勝[2]

## 主催している大会
- 品川スーパーリーグ[2]
- 品川シーサイドオープン[2]
- りんかいチャレンジカップ[2]

## 著書
中島哲也『たのしく上達 図解オセロ』成美堂出版、2009年5月12日。ISBN 978-4415305493。